# Loi du Fils de Sam
Le terme anglais Loi du Fils de Sam (Son of Sam Law), nommée d'après le surnom du tueur en série David Berkowitz, désigne toutes lois qui empêchent un criminel de tirer profit de la publicité qui résulte de ses crimes. Ces lois autorisent la plupart du temps que l'État prenne possession de tous profits qui viennent de cette publicité, qu'il s'agisse de contrats de films ou de livres, ou même d'interviews. L'argent saisi par l'État lors de ces situations est remis aux victimes et/ou à leur famille en compensation.
Ces types de lois ont été critiquées comme allant à l'encontre de la garantie de liberté d'expression du Premier amendement de la Constitution des États-Unis.
La loi du même nom de l'État de New York a été déclarée anticonstitutionnelle par la Cour suprême des États-Unis, même si depuis, l'État de New York et d'autres États ont voté des lois visant les mêmes buts, mais qui tentent de se conformer aux règlements de la Cour suprême.